# Cresta iliaca
La cresta iliaca è il margine superiore dell'ala dell'ilio e quello latero-superiore della grande pelvi. 

## Struttura
Si tratta di una componente ossea spessa e robusta, con una lieve curvatura a S. Il margine superiore presenta un labbro interno, una linea intermedia e un labbro esterno. Il limite anteriore della cresta iliaca è rappresentato dalla spina iliaca antero-superiore che può essere palpata attraverso la cute, mentre il limite posteriore è dato da un rilievo chiamato spina iliaca postero-superiore.

## Funzione
Sulla cresta iliaca si inseriscono i vari muscoli larghi dell'addome.